# Nicholas Callan
Nicholas J. Callan, vollständig Nicholas Joseph Callan (* 1799 in Darver, County Louth; † 1864 in Maynooth, County Kildare) war ein irischer Erfinder, römisch-katholischer Geistlicher und Physiker. Er gilt als Erfinder des Funkeninduktors.

## Leben
Callan studierte Philosophie und römisch-katholische Theologie und wurde 1823 zum Priester geweiht. Danach studierte er an der Universität La Sapienza in Rom. Während seiner Zeit in Rom lernte er Pioniere der Elektrotechnik wie die Italiener Luigi Galvani und Alessandro Volta kennen. In Irland erhielt er eine Anstellung als Hochschullehrer in Maynooth.
Der erste Funkeninduktor wurde nach Vorarbeiten von Michael Faraday im Jahr 1836 von Callan am St Patrick’s College in Maynooth entwickelt. Die Bauform entsprach nicht der später üblichen zylindrischen Bauform, sondern war in Form eines Hufeisens gestaltet. Eine Verbesserung stellte der ein Jahr später entwickelte Funkeninduktor von William Sturgeon dar.

## Werke (Auswahl)
- Electricity and Galvanism (Einführungsbuch), 1832